# Arnold Münster
Arnold Münster (* 5. Januar 1912 in Oberursel; † 1. August 1990 in Frankfurt am Main) war ein deutscher Chemiker (Physikalische Chemie) und Professor für Theoretisch-Physikalische Chemie. Er war bekannt für Arbeiten und ein Lehrbuch zur Statistischen Mechanik.

## Leben
Arnold Münster war katholisch und wurde im Hochtaunuskreis geboren. Seine Mutter war Auguste Münster, geborene Schlüter (Tochter des Bonner Paläontologie-Professors Clemens August Schlüter), sein Vater, der Jurist Rudolf Münster, war Präsident des Landgerichts in Münster. Dort machte er 1930 Abitur. Danach studierte er nach dem Besuch des Paulinischen Gymnasiums in Münster zunächst Musik, dann Jura und schließlich Chemie und Physik in Jena, Berlin und Münster.
Am 1. Februar 1935 wurde er wegen Mitgliedschaft in einer kommunistischen Jugendgruppe und wegen kommunistischer Flugblätter verhaftet und zu acht Jahren Zuchthaus verurteilt. Während der Haft setzte er sein Studium fort, unterstützt von seinem Bruder Clemens und dem mit ihm verwandten Tübinger Chemie-Dozenten Paul Ohlmeyer. Der Einfluss seines Vaters und seine Epilepsie-Behandlung trugen dazu bei, die Haft zu überstehen. 1942 wurde er auf Bewährung entlassen. Bald darauf erfolgte seine erste Veröffentlichung, welche die Grundidee zur Flory-Huggins-Theorie (von Paul Flory, Maurice Huggins 1941) enthält. Nach der Entlassung war er im Strafbataillon 999 auf dem Balkan eingesetzt. 1944 heiratete er in Frankfurt Lilly Curtius, eine Nichte des Archäologen Ludwig Curtius.
Nach dem Krieg setzte er das Chemiestudium an der Universität Heidelberg fort, erhielt 1947 sein Diplom, begann seine Assistententätigkeit, die er bis 1948 in Marburg fortsetzte, und wurde im selben Jahr zum Dr. rer. nat. promoviert mit der Arbeit Einige Eigenschaften gelöster Fadenmoleküle. Im Jahr 1949 habilitierte er sich mit der Schrift Die statistische Thermodynamik binärer flüssiger Gemische in Frankfurt und wurde Privatdozent.
Danach forschte er in Marburg bei Wilhelm Jost und war mit Verfall des Stipendiums zwei Jahre (1949–1950) als wissenschaftlicher Mitarbeiter im Forschungslabor der Zellstofffabrik Waldhof (Mannheim) und 1951 bis 1958 Leiter des Metall-Labors der Metallgesellschaft AG in Frankfurt am Main. 1953 war er Gastprofessor in Straßburg und wurde im selben Jahr außerplanmäßiger Professor in Frankfurt am Main, wo er durch Hermann Hartmann gefördert wurde. 1959 hatte er einen Lehrauftrag für Statistische Thermodynamik in Göttingen und 1959 bis 1961 war er Gastprofessor (Prof. Associé Univ. Paris) an der Sorbonne. Seit 1962 ordentlicher Professor für Theoretisch-Physikalische Chemie, wurde er 1963 Direktor des Instituts für Theoretische Physikalische Chemie in Frankfurt. 1977 wurde er dort emeritiert.
Münster entdeckte die kritische Streuung von Röntgenstrahlen. Im Jahr 1958 erhielt er die Medaille der Freien Universität Brüssel. 1973 wurde er Chevalier (Ritter) der Palmes Academique, 1980 Chevalier der Légion d’Honneur. Er war zudem Ehrenpräsident der Deutsch-Französischen Gesellschaft in Frankfurt am Main, sowie Mitglied der Gesellschaft Deutscher Chemiker, der Deutschen Bunsen-Gesellschaft und der Deutschen Physikalischen Gesellschaft.
Münster nahm Klavierunterricht bei Emma Lübbecke-Job und veröffentlichte ein musikwissenschaftliches Werk über Beethovens Diabelli-Variationen. Zudem publizierte er ein Buch Über Goethes Verhältnis zu Dante (R. G. Fischer 1990).
Er war verheiratet mit Lilly Münster, geborene Curtius, und hatte drei Söhne (Johannes, Thomas und Nikolaus). Sein Bruder Clemens Münster war als Physiker Leiter der Entwicklungsabteilung von Carl Zeiss in Jena und von 1954 bis 1971 Fernsehdirektor beim Bayerischen Rundfunk.

## Schriften
- Riesenmoleküle. 1952.
- Statistische Thermodynamik. Springer, 1956.
  - englische Ausgabe in 2 Bänden: Statistical Thermodynamics. Springer, 1969–1974.
- Statistische Thermodynamik hochpolymerer Lösungen. In: Herbert A. Stuart (Hrsg.): Die Physik der Hochpolymeren, Band 2. Springer Verlag, 1953, S. 81–192.
- Löslichkeit und Quellung. In: Herbert A. Stuart (Hrsg.): Die Physik der Hochpolymeren, Band 2. Springer Verlag, 1953, S. 193–252.
- Prinzipien der Statistischen Mechanik. In: Handbuch der Physik. Band 3/2, 1959.
- Statistische Thermodynamik kondensierter Phasen. In: Handbuch der Physik. Band 13, 1962.
- Zur Theorie der Bose-Einstein Kondensation. In: Zeitschrift für Physik A, Band 144, 1956, S. 197–213.
- Les liquides simples. 1964.
- Thermodynamique des processus irreversibles. 1966.
- Chemische Thermodynamik. Verlag Chemie, Weinheim 1969.
  - Englische Übersetzung: Classical Thermodynamics. Wiley Interscience, 1970.
- Studien zu Beethovens Diabelli-Variationen. 1982.